# Puerto General San Martín
Puerto General San Martín é um município de 2ª categoria da província de Santa Fé, na Argentina.